# Clibanarius carnifex
Clibanarius carnifex is een tienpotigensoort uit de familie van de Diogenidae. De wetenschappelijke naam van de soort is voor het eerst geldig gepubliceerd in 1861 door Heller.